# Dina Appeldoorn
Christina Adriana Arendina (Dina) Koudijs-Appeldoorn (Rotterdam, 26 de desembre de 1884 - La Haia, 4 de desembre de 1938) fou una compositora i pianista neerlandesa l'obra de la qual va ser escrita en estil Romàntic. Un bon exemple d'això són els seus dos poemes simfònics Noordzee-symfonie i Volkfeest.
La seva obra més important és per a orquestra, essent els títols més representatius The North Sea, Pêcheurs d'Islande i A Woodland legend entre altres obres de caràcter descriptiu.
La seva obra per a cantants i cors amateurs s'ha descrit com energètica. En ella, Appeldoorn utilitza melodies tonals i textos predominantment sil·làbics. Per altra banda, els acompanyaments mostren una harmonia plena de dissonàncies que il·lustren el text, com per exemple en el Frissche bloemen.

## Biografia
Dina Appeldoorn va estudiar composició al Conservatori Reial de la Haia de la mà de F.E.A. Koeberg i posteriorment de Johan Wagenaar, professor que més tard es convertiria en amic íntim i consultor al llarg de tota la seva vida. Es gradua el 1910, moment en què algunes de les seves cançons ja havien estat publicades. Els seus primers treballs reuniren bones ressenyes de crítics musicals holandesos: el 1909 es va publicar un cançoner de Dina Appeldoorn, titulat Frissche Bloemen. El Telegraf de 25 de juliol de 1909 va declarar: "Aquesta col·lecció es troba d'entre les millors que s'han publicat aquest any". Finalitzats el estudis, passa a ser professora de piano del mateix conservatori on va estudiar, el Conservatori Reial de la Haia.
Appeldoorn començà la seva carrera com a piano acompanyant de diversos cors de la Haia. De mica en mica, però, anirà dedicant-se cada vegada més a la composició. Moltes de les seves cançons van ser interpretades per primera vegada per un quintet fundat per la soprano Lena van Diggelen. Altres cantants que han interpretat les seves obres inclouen Julie de Stuers, que va oferir diversos recitals fora dels Països Baixos amb compositors holandesos, i a qui Appeldoorn va dedicar el seu Vondelliederen.
Pel que fa a producció orquestral, l'Orquestra de la Ciutat d'Utrecht va estrenar el seu primer treball important, el poema simfònic Pescadors d'Islàndia, el 1912. El 1923, una de les seves composicions, el Jubileu-lied, que va escriure per a la Reina Wilhelmina per al 25è aniversari de la seva ascensió al tron, va ser guardonada amb un premi pel Volkszang Nederlandsche Bond a Utrecht.

## Obra

### Simfonies
Simfonia núm. 1 (Meisymfonie) (1915)
Simfonia núm. 2 (1916)
Noordzee-symfonie (1924)

### Altres peces orquestrals
Scherzo (1909)
Dance (1912)
Pêcheurs d'Islande (1912)
Woudsproke (1915)
Hollandsche Overture (1917)
Adeste, fidelis (1918)
Carnaval (1919)
Natuursuite (1919)
Blijspel-oeverture (1934)
Pastorale (1934)
Serenade (1936)

### Vocal
Frissche bloemen (6 cançons) (1909)
2 Hollandsche Liederen (1911)
Omhoog (1912)
Loflied aan Nederland (1922)
Jubileum-lied (1923)
De lente luwt (1923)
3 liederen (1925)
6 kantoj (1931)
Julianalied (1936)
Het Zwerver’s Lied (1936)
De kalkoen (1938)

### Música de cambra i instrument sol
2 Hollandse Dansen (1920)
Divertissemento (1921)
Serenade (1922)
Haagssch liedje (1925)
Sonatine (1925)
2 Preludes (1932)
Quartet de corda en Sib (1932)

### Opereta infantil
Duinsprookje (1927)